# Felsbildarchiv des Frobenius-Instituts
Das Felsbildarchiv des Frobenius-Instituts (Frankfurt am Main) umfasst über 8.600 inzwischen vielfach als Raritäten geltende Kopien von Felsbildern aus Afrika, Ozeanien, Australien und Europa. Es handelt sich um eine der ältesten und umfassendsten Felsbildsammlungen weltweit.
Die Felsbildsammlung des Frobenius-Instituts wurde im November 2021 vom Deutschen Nominierungskomitee für das UNESCO-Weltdokumentenerbe einstimmig nominiert. Eine Entscheidung über die Anerkennung fällt voraussichtlich 2026 in Paris.

## Entstehung der Sammlung
Leo Frobenius erkannte bereits zu einem sehr frühen Zeitpunkt den kulturgeschichtlichen Wert der Felsbilder in der Sahara und im südlichen Afrika. Sein Interesse an der Felsbildforschung begann 1898 und manifestierte sich bereits in seiner ersten Westafrika-Reise (1907–1909). Die erste explizit der Felsbildforschung gewidmete Expedition (1912–1914) führte ihn und einen Stab an Mitarbeitern und Malern in den nordafrikanischen Sahara-Atlas. Später organisierte er weitere Felsbildexpeditionen z. B. in die Sahara, nach Südafrika, nach Norwegen, Südfrankreich und Ostspanien sowie nach Neuguinea und Australien. So entstand eine  Sammlung von über 8.600 Felsbildkopien aus vier Kontinenten. 

Felsbild einer Giraffe in Libyen
Entstehung einer Felsbildkopie in Simbabwe

## Technische Merkmale
Die prähistorischen Motive wurden meist in Originalgröße auf Leinwand kopiert. Das Archiv besteht aus Zeichnungen, Aquarellen und Abreibungen in verschiedenen Techniken und in variablen Formaten von 30 × 40 cm bis 250 × 350 cm sowie aus Fotografien. Die zeichnerische Dokumentation von Felsbildern endete 1964.
In den Jahren 2006–2009 wurden die Bestände im Rahmen des DFG-Projekts Digitalisierung und Erschließung der Ethnographischen Bildersammlung des Frobenius-Instituts neu bearbeitet.
Im Jahre 2013 wurde die physische Reorganisation der Sammlung durch studentische Hilfskräfte weitgehend abgeschlossen. Dabei wurden alle Bildbestände des Felsbildarchivs sowie der größte Teil des Ethnographischen Bildarchivs in einem Archivraum zusammengeführt und nach bestandserhaltenden Maßgaben gelagert. Die kleineren B- und C-Formate wurden durch gepuffertes Archivpapier getrennt, horizontal in modernen Planschränken eingelagert, für die großformatigen Felsbildkopien bis zu einer Breite von drei Metern wurden Mappen aus Archivkarton und Polyesterfolie gefertigt. Problematisch bleibt die Lagerung der etwa zwei Dutzend sehr großen Felsbildkopien (bis zu 2,5 × 10 m) die aufgrund der beengten Räumlichkeiten bis heute aufgerollt aufbewahrt werden müssen. Im Nachgang der Ausstellung "Kunst der Vorzeit" wurden sie jedoch auf neues Material aufgerollt und archivarisch überarbeitet.

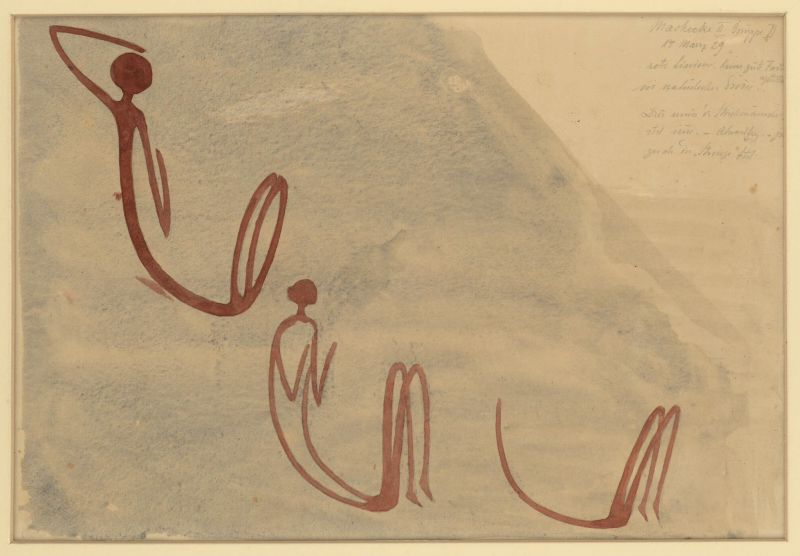
Drei hockende Gestalten (Simbabwe)
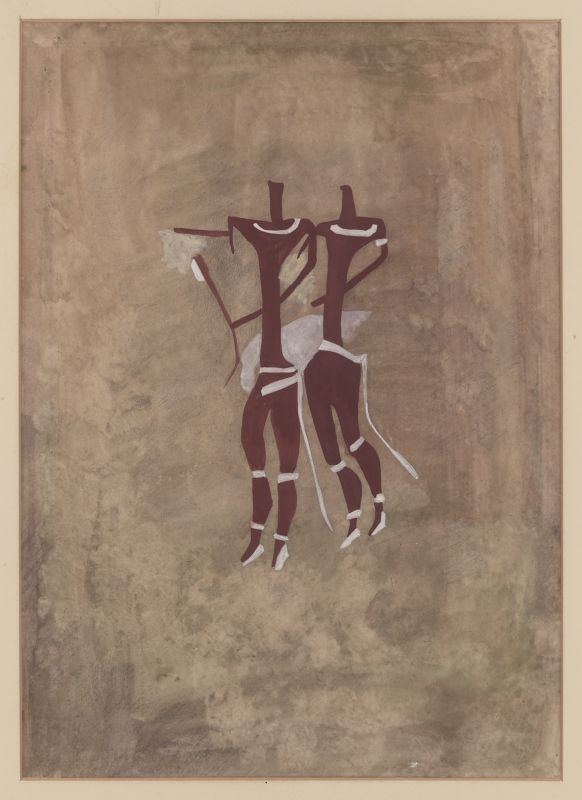
Elisabeth Pauli (1933): Zwei menschliche Gestalten (Ägypten)
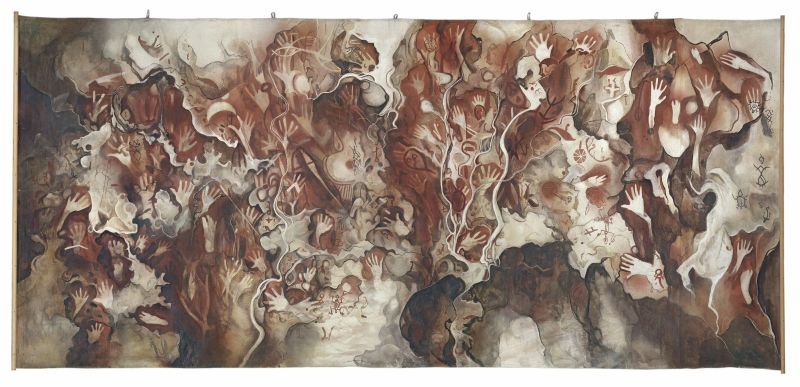
Albert Hahn (1937–1938): Großes Felsbild mit menschlichen Motiven (Indonesien)
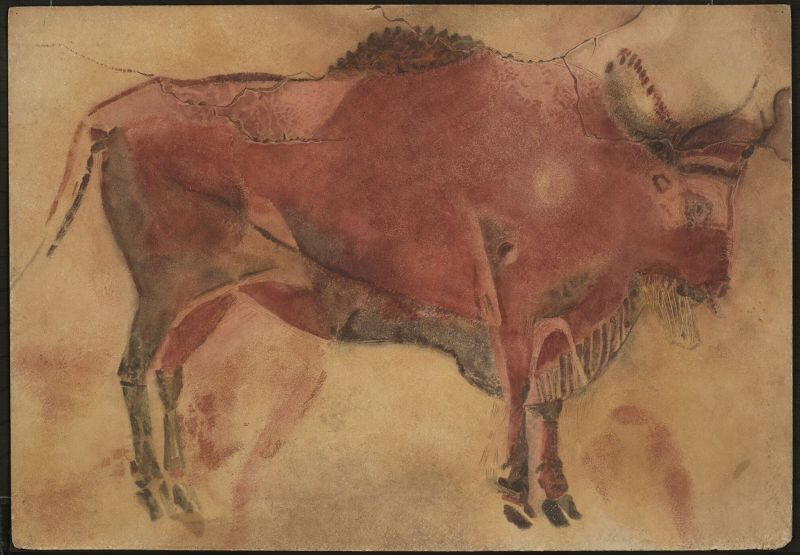
Elisabeth Pauli (1936): Stehender weiblicher Wisent, polychrome Malerei
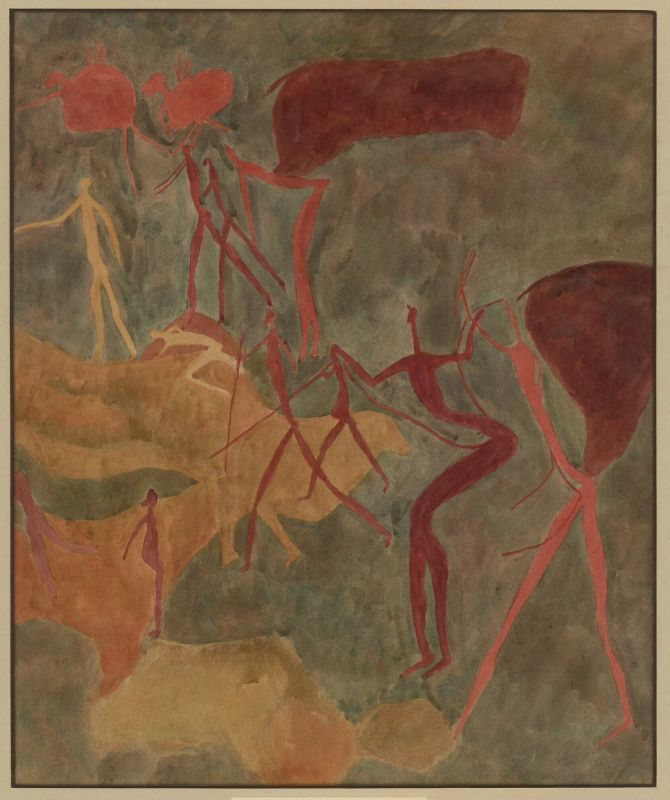
Elisabeth Mannsfeld (1930): Elefantilopen. Sehr langgliedrige Menschen (Südafrika)
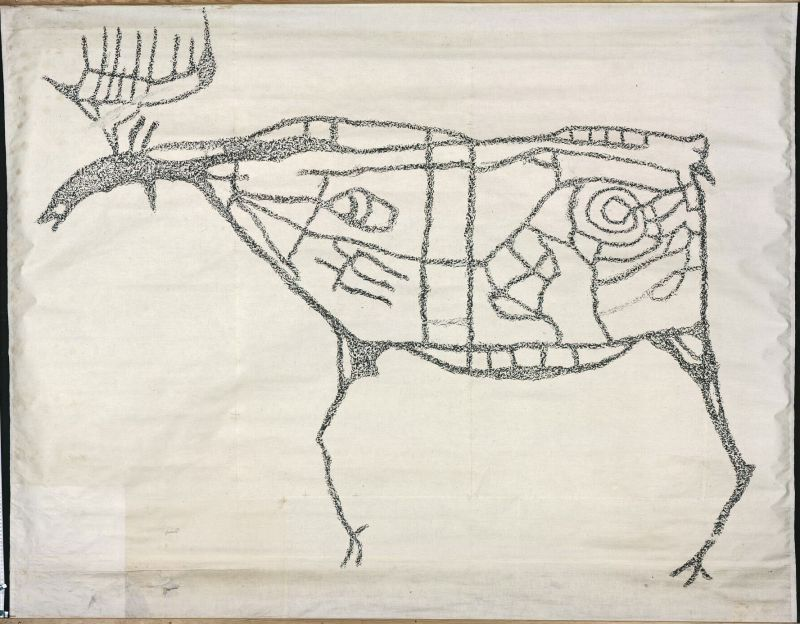
Agnes Schulz (1935): Elch (Norwegen, Askollen)
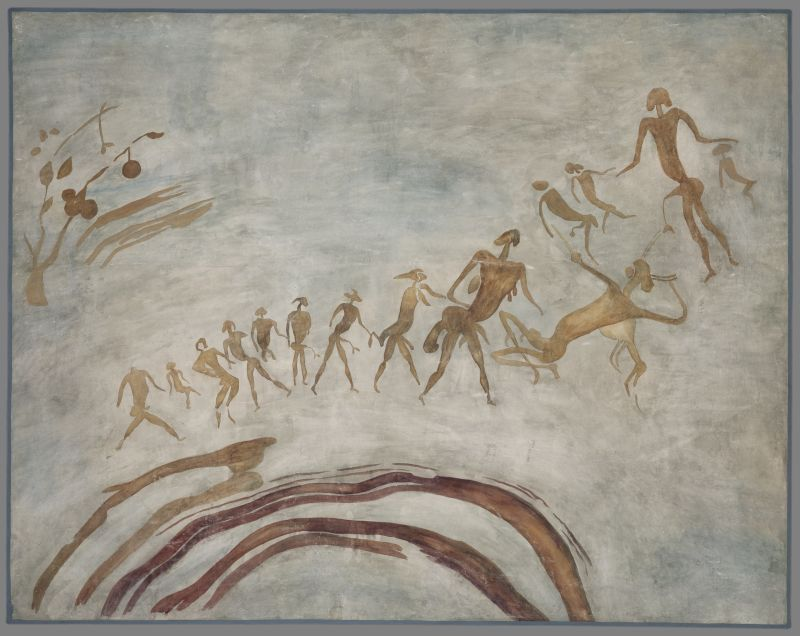
Agnes Schulz (1930): Prozession schreitender Menschen nähert sich dem König (Simbabwe)
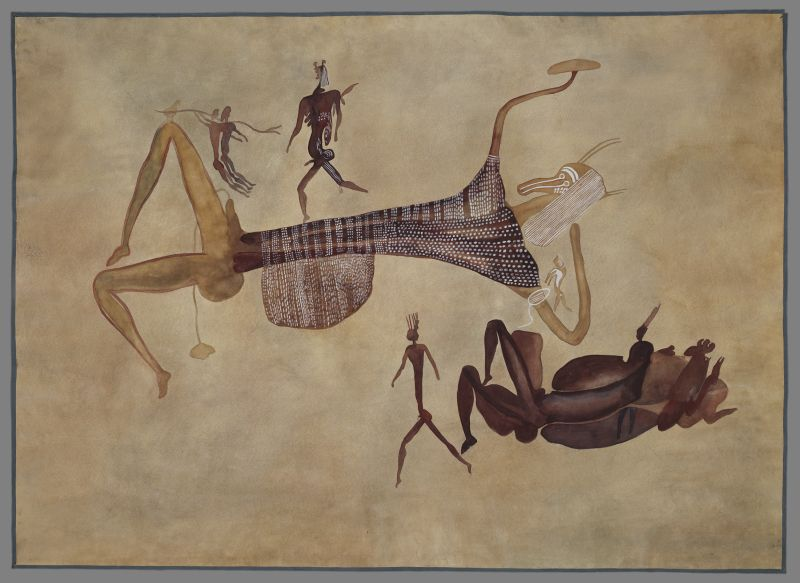
Agnes Schulz (1930): Liegender mit Hörnermaske, Gestalt und Begleitfiguren (Simbabwe)
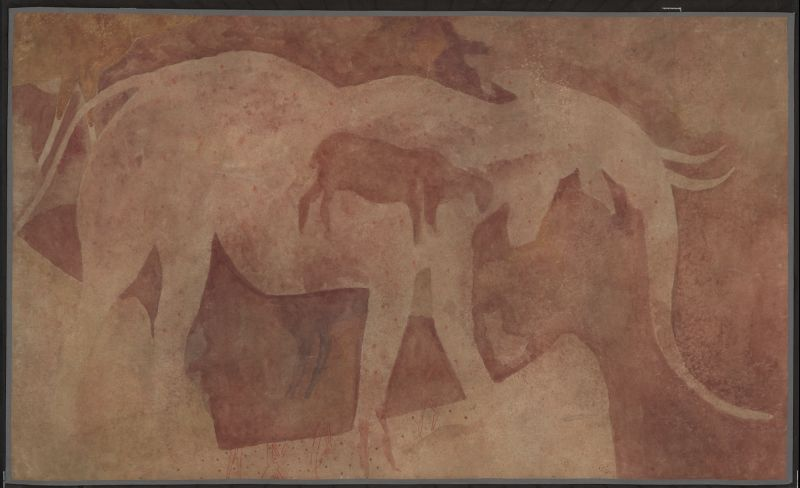
Elisabeth Mannsfeld (1930): Großer weißer Elefant (Simbabwe)
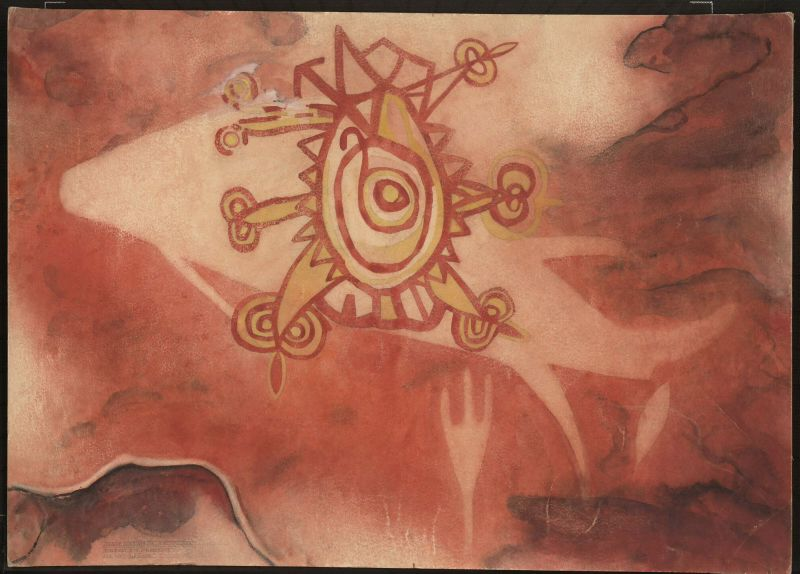
Albert Hahn (1938): Silhouette eines Fisches, davor eine Sonnendarstellung (Westpapua)

## Ausstellungen
Schon vor dem Zweiten Weltkrieg waren Teile der Sammlung in zahlreichen Ausstellungen gezeigt worden. In verschiedenen deutschen Städten aber auch in Paris, Brüssel, Amsterdam, Zürich, Johannesburg und New York wurden die ungewöhnlichen Bilder gezeigt und inspirierten  moderne Künstler. Die Ausstellung von 1937 im New Yorker Museum of Modern Art war so erfolgreich, dass die Bilder anschließend auf eine zweijährige Tour durch 31 Städte der USA gingen. Es war das erste Mal, dass das amerikanische Publikum mit prähistorischer Kunst in dieser Form in Berührung kam.
Einzelne Kopien wurden seitdem immer wieder in Ausstellungen gezeigt, zuletzt in der Schau "Herbarium der Kultur" (2011) und "Ich sehe wunderbare Dinge" (2014). Die letzte große Ausstellung in Deutschland fand 2015 unter dem Titel "Kunst der Vorzeit. Felsbilder aus der Sammlung Frobenius" im Rahmen der Berliner Festspiele im Martin-Gropius-Bau statt. Reprints der Originalkopien werden seitdem in einer internationalen Wanderausstellung u. a. im Senegal, Mexiko und Frankreich gezeigt.